# Cyprian Odyniec
Cyprian Odyniec (ur. 13 września 1749 w Grodnie, zm. 28 lipca 1811) – polski duchowny katolicki, jezuita, od 17 listopada 1798 biskup pomocniczy mohylewski i biskup tytularny Hippo, kanonik inflancki, archidiakon i prałat mohylewski.
Odznaczony Orderem Świętego Stanisława w 1791 roku.

## Źródło
- Biskup Cyprian Odyniec (ang.)